# Adam Szyszkowski
Adam Mieczysław Szyszkowski (ur. 12 maja 1968 w Warszawie) – polski aktor filmowy, teatralny i telewizyjny, lektor.

## Życiorys
Adam Szyszkowski jest absolwentem PWST w Warszawie w 1992 roku. Jego debiutem aktorskim była rola Wesołka w filmie Męskie sprawy.

## Filmografia

### Filmy i seriale
- 1988: Męskie sprawy jako Wesołek
- 1991: Koniec gry
- 1993: Samowolka jako Wicek Janiszewski
- 1993: Czterdziestolatek. 20 lat później
- 1996: Dom
- 1996: Ekstradycja
- 1997–2013: Klan jako laryngolog
- 2000: Trędowata jako policjant
- 2000: Graczykowie
- 2000: Avalon jako gracz A
- 2003–2004: Samo życie jako policjant
- 2004: Kryminalni jako menel
- 2004: Fala zbrodni jako Niko
- 2006: Niania jako żebrak
- 2006: Plac Zbawiciela jako mąż straganiarki
- 2007: Odwróceni jako pracownik gazowni
- 2007: Prawo miasta jako ochroniarz
- 2007: Glina jako Misiek
- 2007: Tylko miłość jako szef wydawnictwa
- 2007: Braciszek jako leśniczy
- 2007: Faceci do wzięcia
- 2007: Dwie strony medalu jako kierowca
- 2007: Barwy szczęścia jako trener
- 2008: Wichry Kołymy jako szef kuchni
- 2008: Plebania jako pocztowiec
- 2008: Na Wspólnej jako kierownik cmentarza
- 2009: Londyńczycy jako kierowca
- 2010: Nowa jako Borys Ludwisiak
- 2010: Optymista jako Adam
- 2011: Na Wspólnej jako dziennikarz
- 2011: 1920 Bitwa warszawska jako Iwanow
- 2011: Układ warszawski jako tłumacz
- 2012: Paradoks jako Rachoń
- 2013: Barwy szczęścia jako komornik
- 2013–2014: Prawo Agaty jako prokurator
- 2013: Ida jako Feliks
- 2014: To nie koniec świata jako Radecki
- 2014: Ojciec Mateusz jako Artur Dziak
- 2014: Komisarz Alex jako Zasłan
- 2015: Powiedz tak! jako właściciel klubu
- 2015: Na Wspólnej jako lekarz
- 2015: Dziewczyny ze Lwowa jako urzędnik
- 2015: Skazane jako pracownik systemu
- 2015: Strażacy jako Sikorski
- 2016: Powidoki jako kierowca
- 2017: Barwy szczęścia jako Waldek
- 2017: Niania w wielkim mieście jako Roman
- 2017: 53 wojny jako fachowiec
- 2017: Miasto skarbów jako Rudy
- 2017: W rytmie serca jako kierowca
- 2017: Komisarz Alex jako Kwarc
- 2018: Zimna wojna jako strażnik
- 2018: Ślepnąc od świateł jako Radek
- 2018: Diagnoza jako Walczak
- 2018: Korona królów jako lichwiarz
- 2018: Ojciec Mateusz jako Walach
- 2019: Stulecie Winnych jako policjant carski
- 2019: O mnie się nie martw jako Zagdański
- 2019: Pod powierzchnią jako strażnik aresztu (odc. 11, 12)
- 2019: Chyłka. Kasacja jako ksiądz (odc. 3)
- 2020: Nieobecni jako ojciec Kuby Olechnowicza

### Lektor
- 2017: Komisariat